# Башкортостан (Аскинский район)
Башкортоста́н (баш. Башҡортостан) — деревня в Аскинском районе Республики Башкортостан России. Входит в состав Казанчинского сельсовета.

## Географическое положение
Расстояние до:
- районного центра (Аскино): 40 км,
- центра сельсовета (Старые Казанчи): 5 км,
- ближайшей железнодорожной станции (Куеда): 82 км.

## Население
| 2002 | 2009 | 2010 |
| ---- | ---- | ---- |
| 76   | ↘66  | ↘45  |

### Национальный состав
Согласно переписи 2002 года, преобладающие национальности — башкиры (71 %), татары (29 %).